# Casa Gussi
Casa Gussi, actualul sediu al Secretariatului de Stat pentru Culte, a fost reședința familiei Gussi, de pe strada Nicolae Filipescu nr. 40 din București. Casa a fost proiectată de arhitectul Ion D. Berindey în stil Beaux Arts pe terenul cumpărat în anul 1911 de Leonida Gussi.

## Descriere
Casa e în stil Beaux Arts, la fel ca Palatul Cantacuzino (Calea Victoriei nr. 141) sau cu Casa Assan (Piața Alexandru Lahovari nr. 9), ambele proiectate de același arhitect. Stilul Beaux-Arts își ia numele de la École des Beaux-Arts din Paris, unde s-a dezvoltat și unde au studiat mulți dintre principalii exponenți ai stilului, inclusiv Ion D. Berindey, arhitectul Casei Gussi. Stilul e puternic asociat cu la Belle Epoque (1877-1916 în cazul României), o perioada de pace, prosperitate și progres. Stilul Beaux Arts e unul eclectic, combinând elemente luate din Franța prerevoluționară. Coloanele ionice, ferestrele cu arcadă și chei de boltă, și gardul format din sulițe sunt luate din barocul francez, cunoscut ca stilul Ludovic al XIV-lea, iar balconetele sunt luate din stilul Ludovic al XVI-lea, prima formă franceză de neoclasicism.

## Galerie

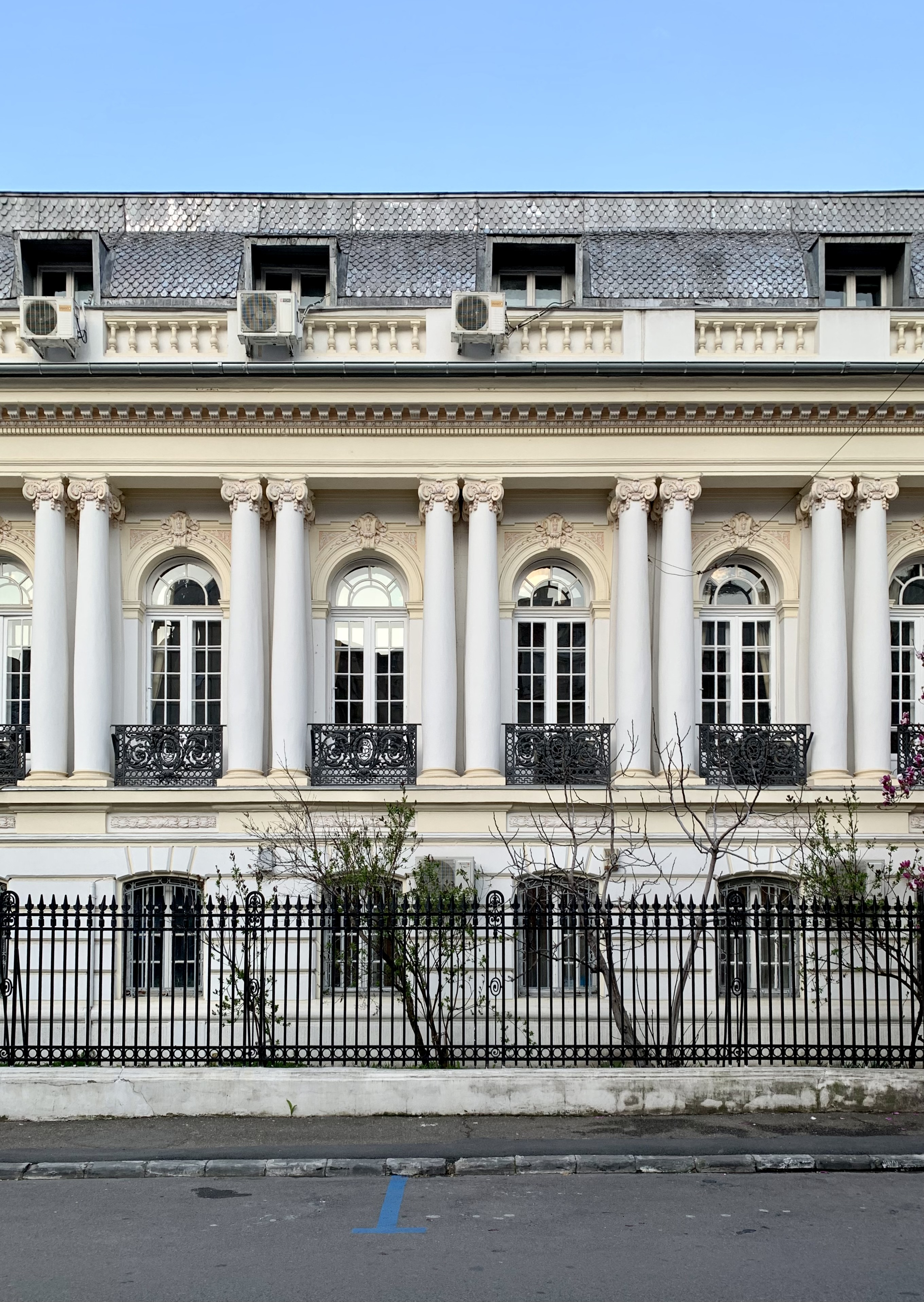
Parte a fațadei de la stradă, cu bosaje jos, și coloane ionice duble și ferestre arcuite sus
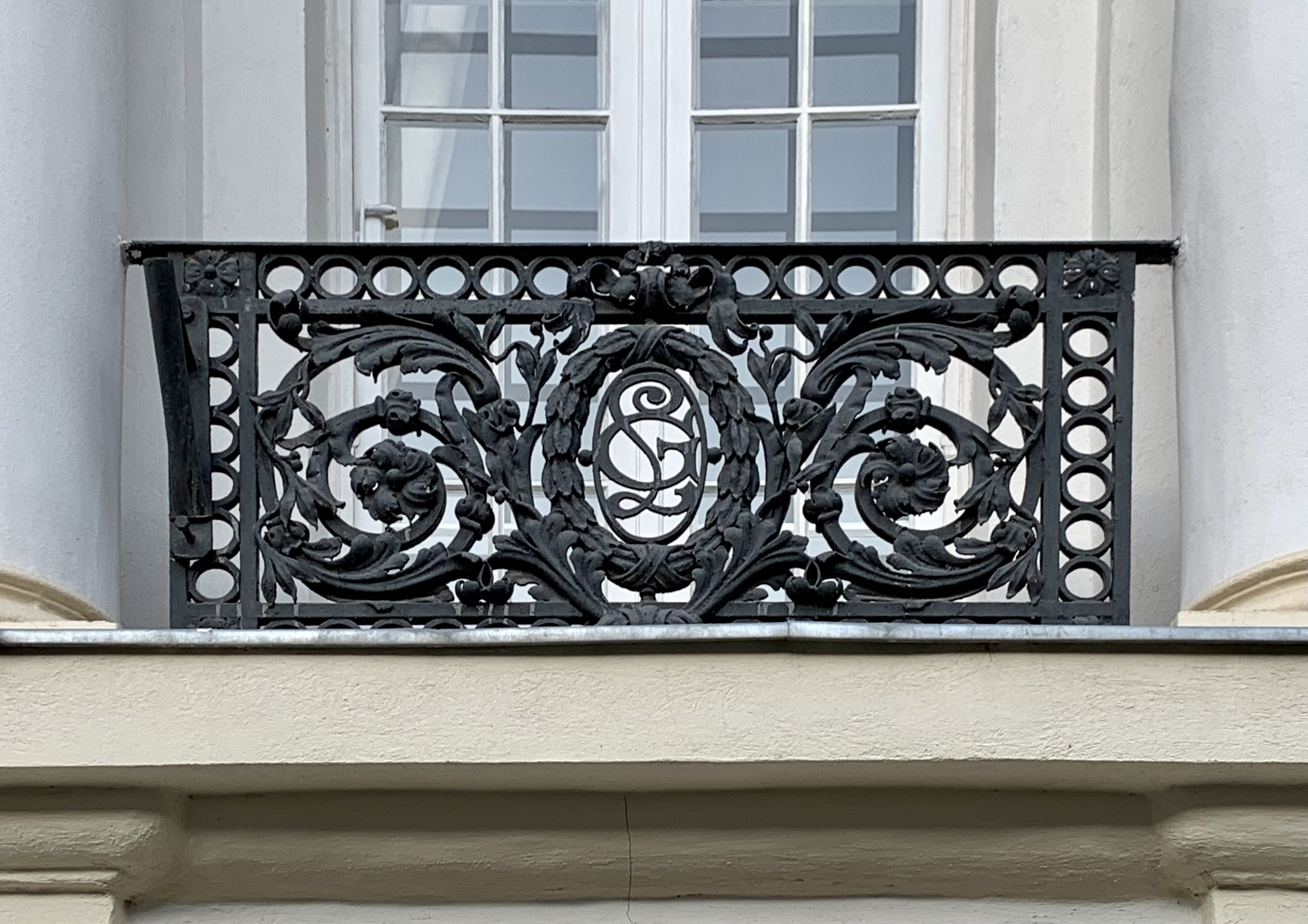
Balconet în stil neoLudovic al XVI-lea la stradă, cu un medalion cu monograma proprietarului (Leonida Gussi)
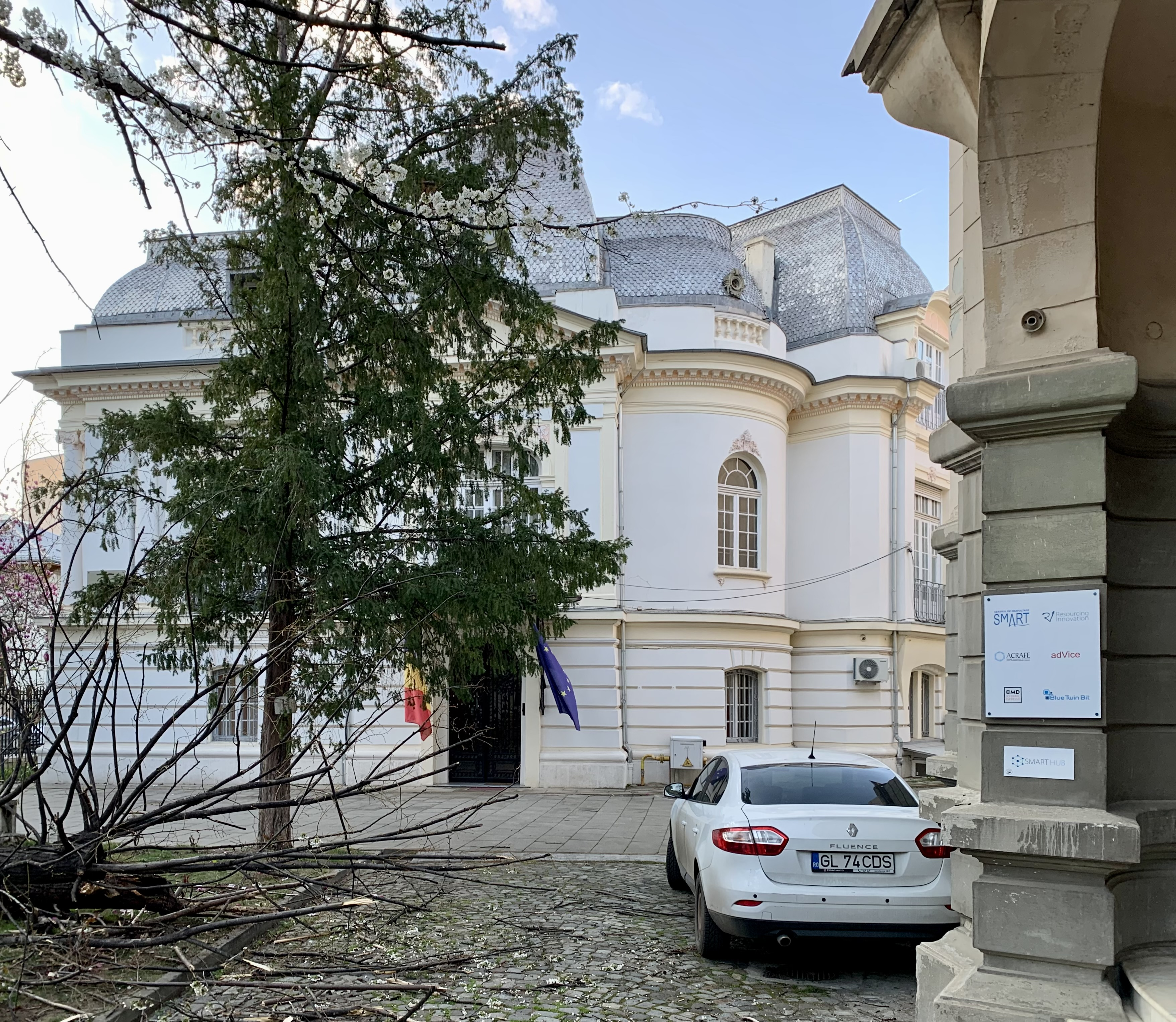
Fațada din curte
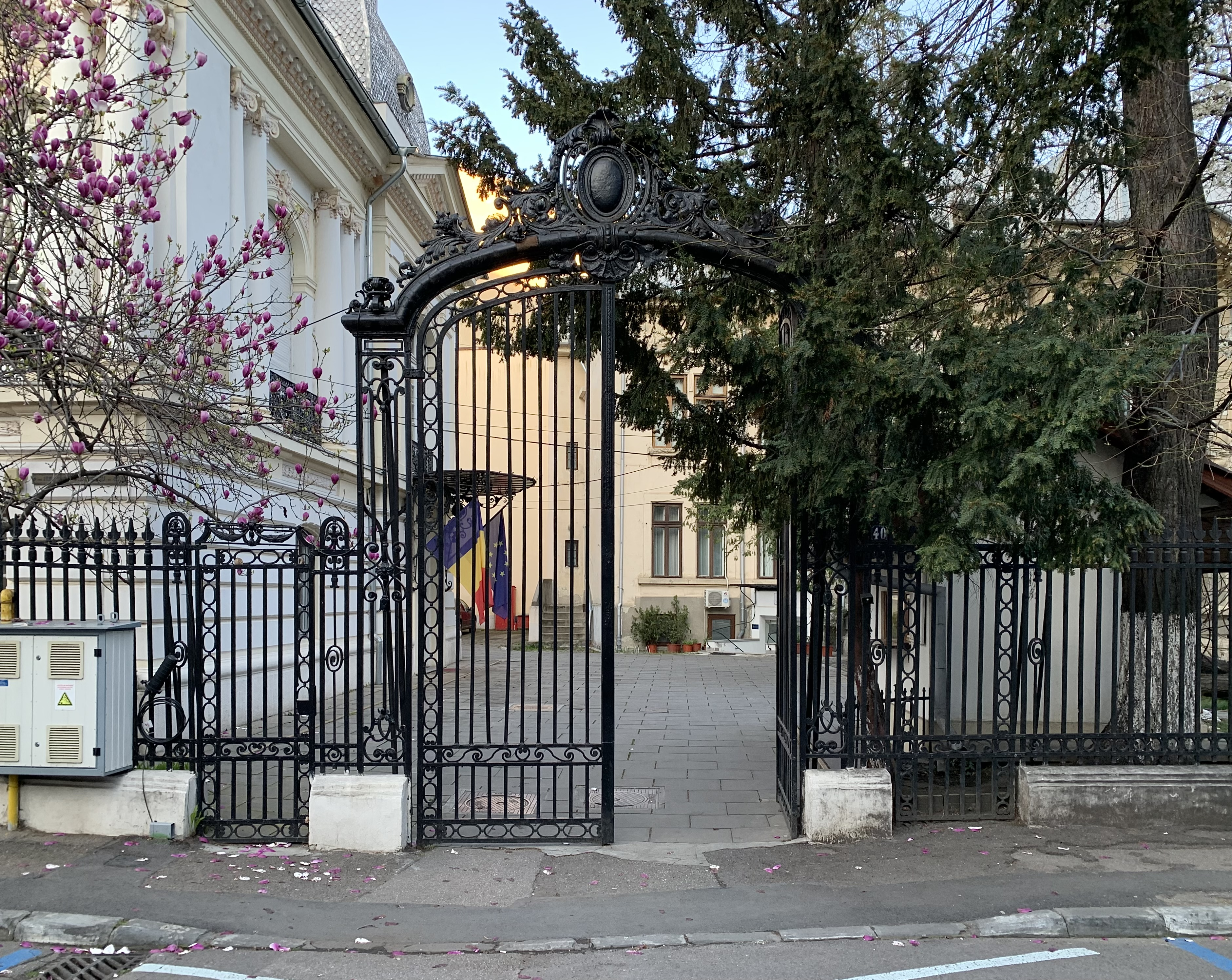
Poarta
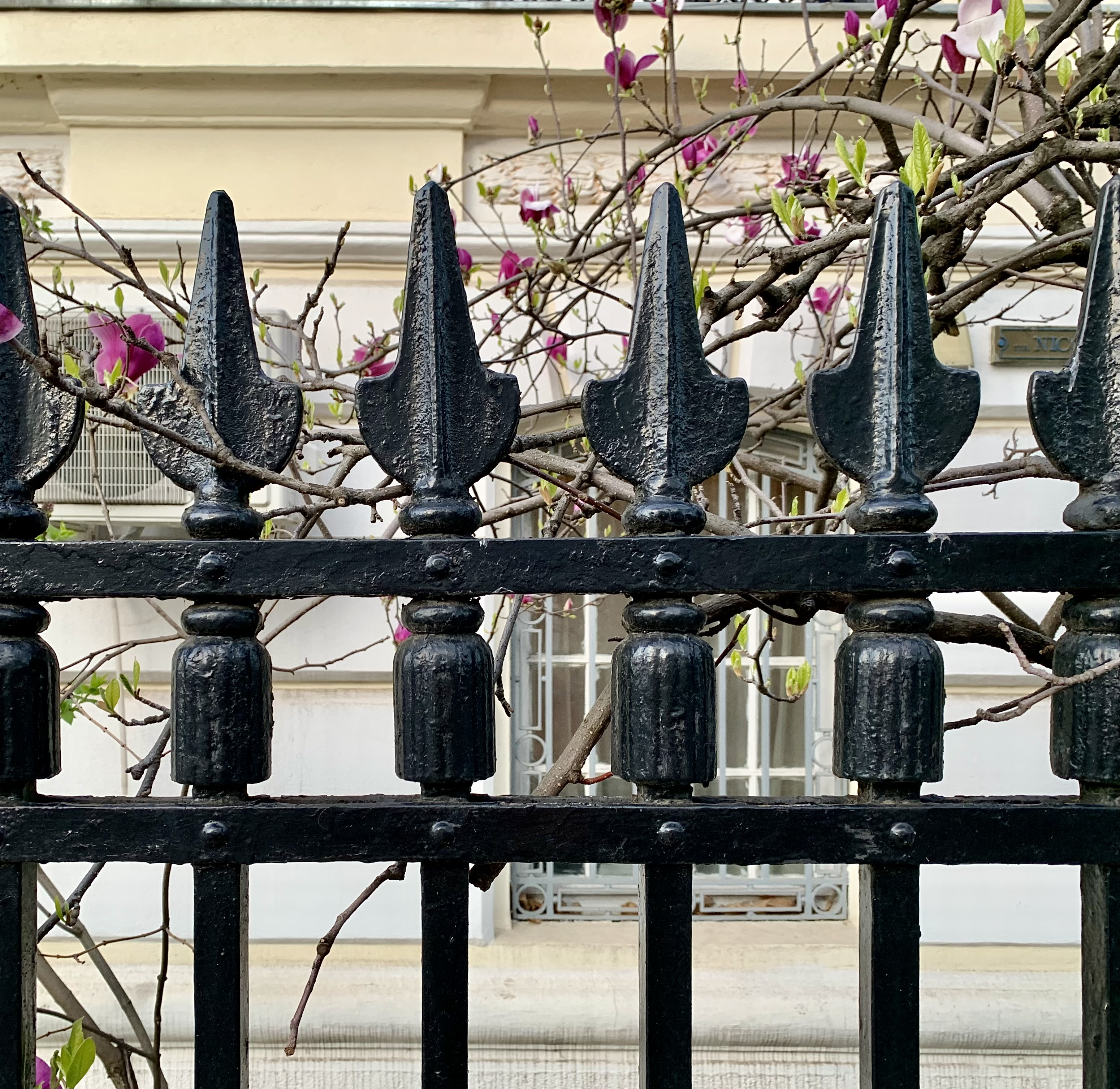
Gardul decorat cu sulițe
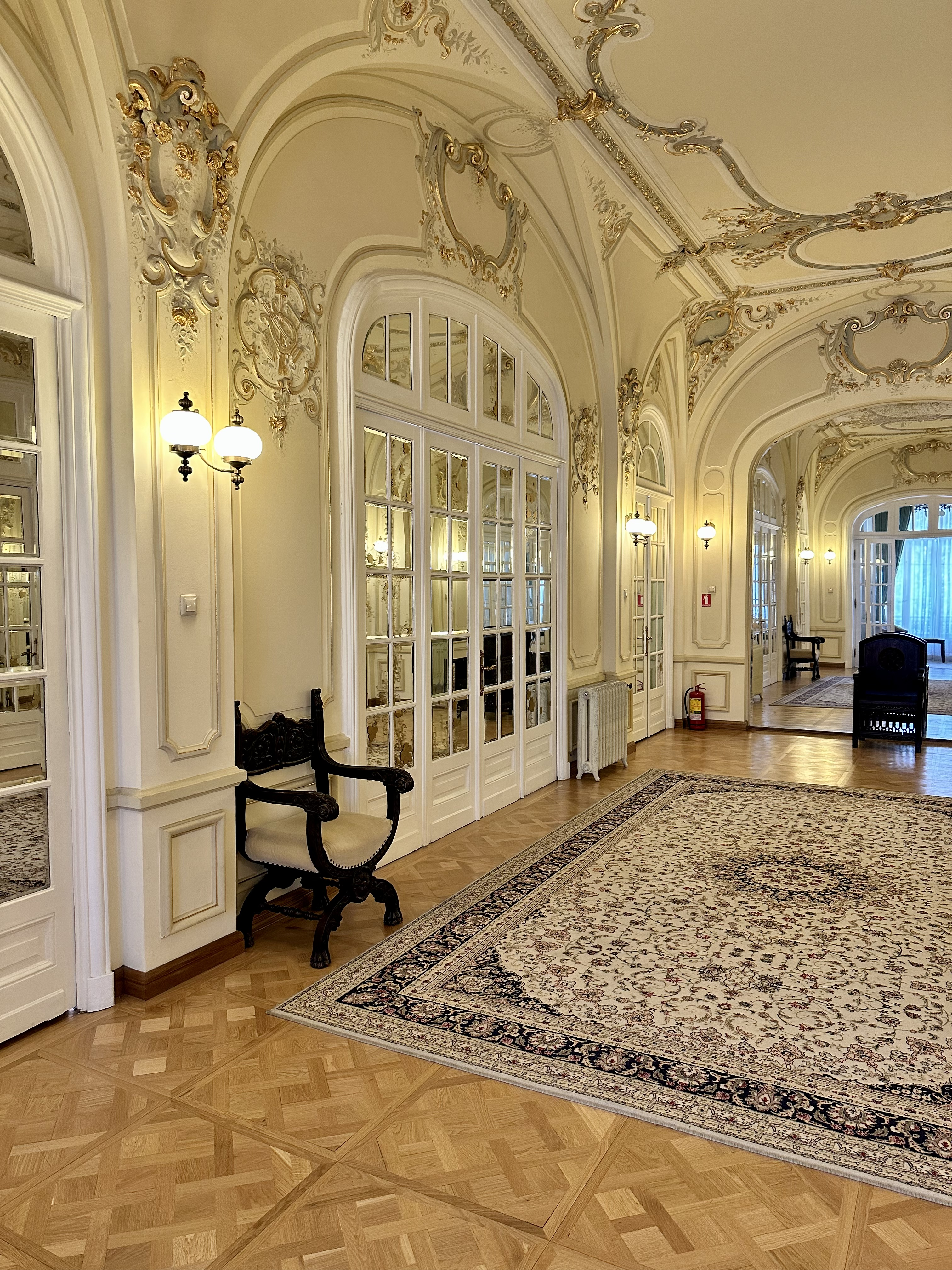
Sală neorococo a casei
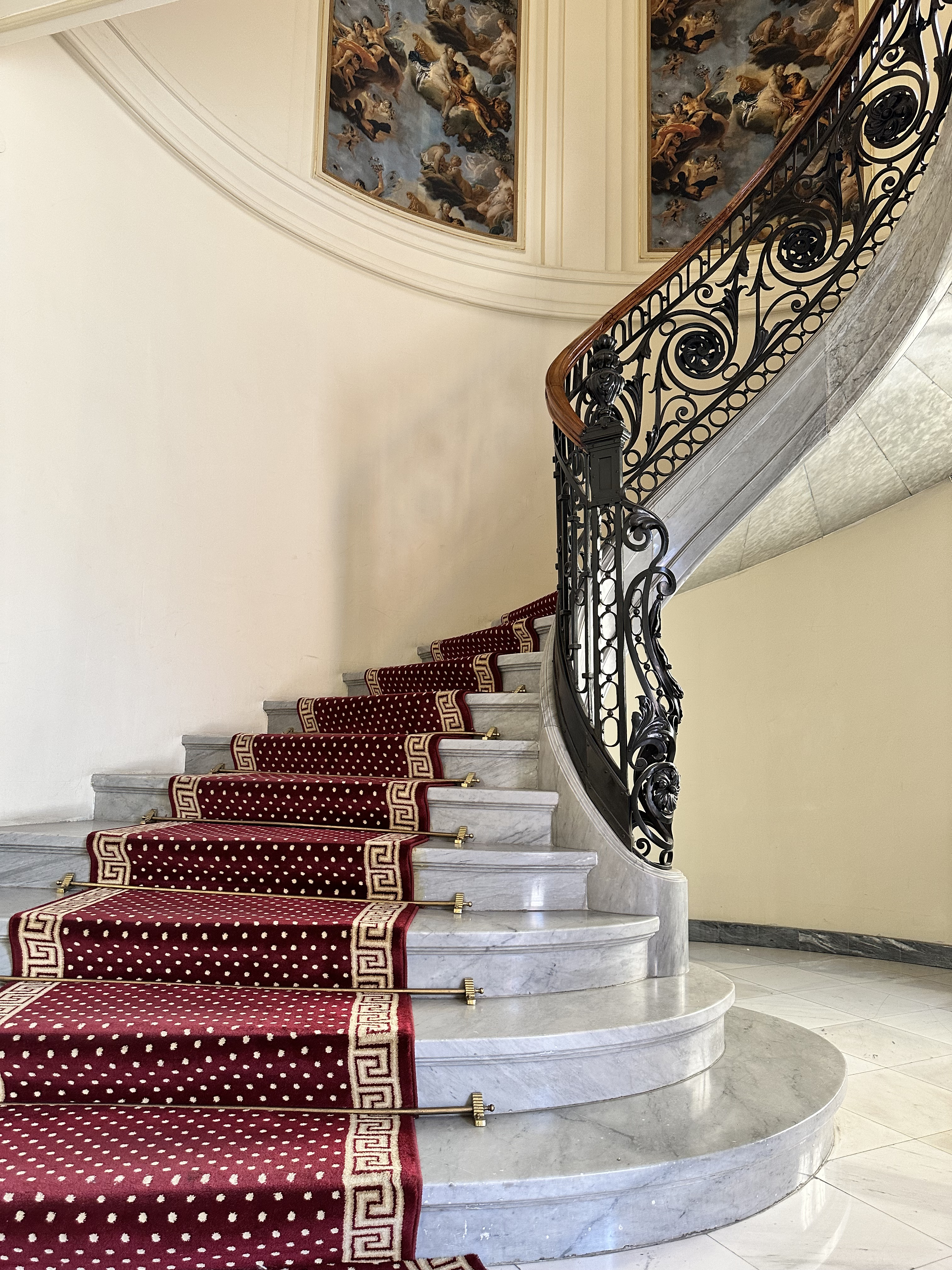
Scară cu balsutradă în stil neoLudovic al XVI-lea